# 第21回ブルーリボン賞 (鉄道)

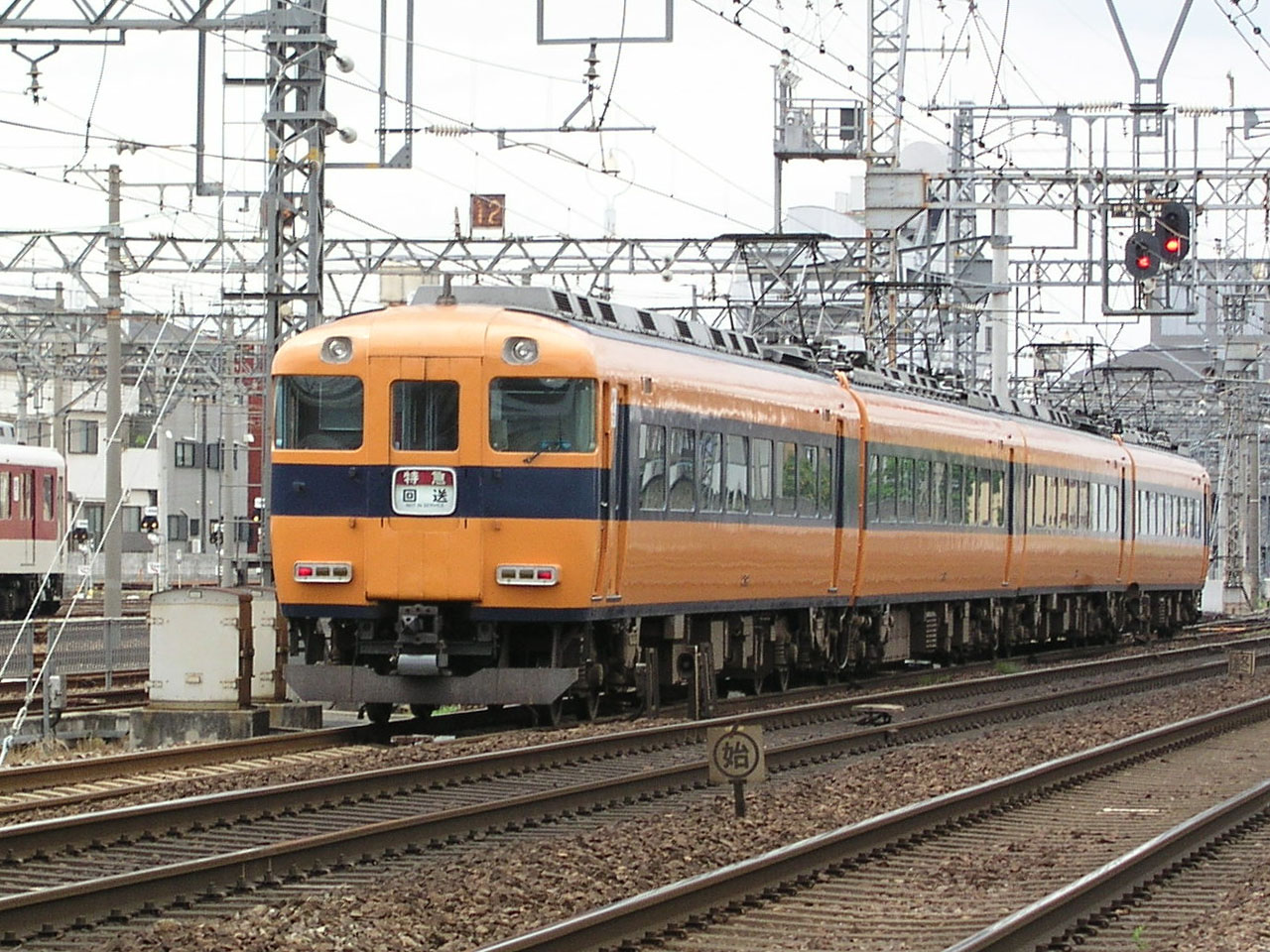
第21回ブルーリボン賞
近鉄12400系

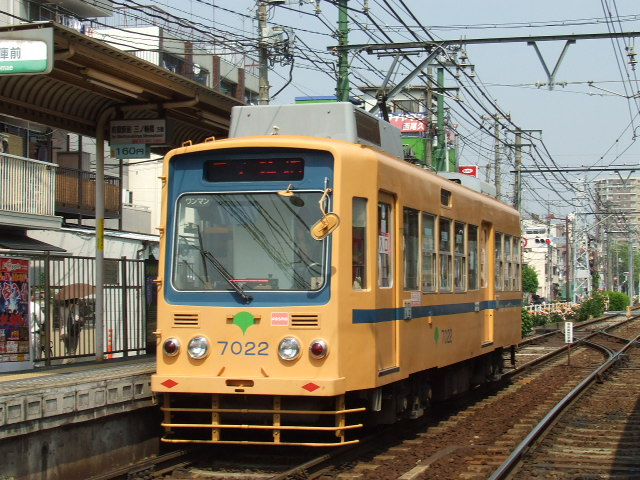
第18回ローレル賞
東京都交通局7000形

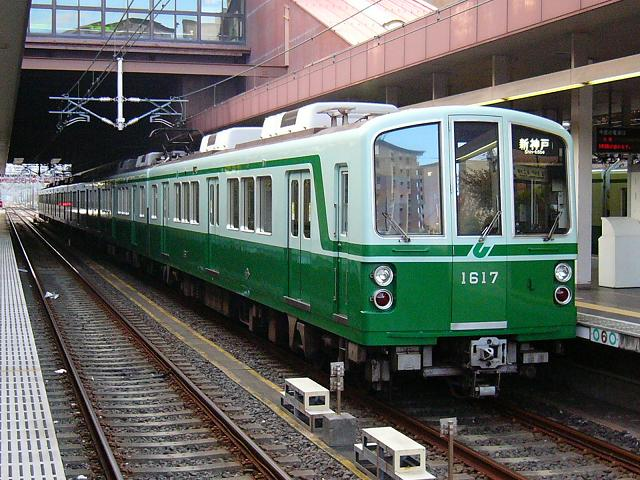
第18回ローレル賞
神戸市交通局1000形

第21回ブルーリボン賞（だい21かいブルーリボンしょう）は、1978年に鉄道友の会が選定したブルーリボン賞である。本項では、第18回ローレル賞（だい18かいローレルしょう）についても併せて記す。

## 概要
日本国内で使用する鉄道・軌道車両のうち、1977年1月1日から12月31日までの間に日本国内で営業運転に就いた新形式車両またはそれとみなせる車両で、候補車両決定の時点で現に営業をしていることを概ねの要件とする選定候補車両20車種のなかから、ブルーリボン賞1形式、ローレル賞2形式が選定された。

## 選定車両

### ブルーリボン賞
- 近畿日本鉄道 12400系電車

### ローレル賞
- 東京都交通局 7000形電車
- 神戸市交通局 1000形電車

## 候補車両
鉄道友の会ブルーリボン賞・ローレル賞選考委員会が候補車両とした20車種。
| 会社名                 | 車両形式 |
| ---------------------- | --- |
| 日本国有鉄道           | キハ40形気動車 キハ47形気動車 ナハ21形客車 カニ24形100番台客車 マニ50形客車 タキ10850形貨車 タキ21350形貨車 タキ30200形貨車 タキ38000形貨車 |
| 西武鉄道               | 2000系電車 |
| 関東鉄道               | キハ310形気動車 |
| 上信電鉄               | 1000形電車 |
| 東京都交通局           | 7000形電車 |
| 日立運輸東京モノレール | 600形電車 |
| 名古屋市交通局         | 3000形電車 |
| 近畿日本鉄道           | 12400系電車 270系電車 |
| 京阪電気鉄道           | 1000系電車 |
| 阪神電気鉄道           | 5001形電車 |
| 神戸市交通局           | 1000形電車 |
| 神戸電気鉄道           | デ1150形電車 |
| 筑豊電気鉄道           | 2000形電車 |